# نلینیو
نلینیو (پرتغالی: Nelinho؛ زادهٔ ۲۶ ژوئیهٔ ۱۹۵۰) بازیکن سابق و مربی فوتبال اهل برزیل بود.
از باشگاه‌هایی که در آن بازی کرده‌است می‌توان به باشگاه فوتبال باریرنسه، باشگاه ورزشی کروزیرو، باشگاه فوتبال اتلتیکو مینیرو، و باشگاه فوتبال گرمیو اشاره کرد.
وی همچنین در تیم ملی فوتبال برزیل بازی کرده‌است.